# John David Hubaldus Lehman
John David Hubaldus Lehman SSCC (ur. 2 stycznia 1887 w Amstelveen, zm. 16 stycznia 1967) – holenderski duchowny rzymskokatolicki, sercanin biały, misjonarz, prefekt i wikariusz apostolski Wysp Cooka.

## Biografia
John David Hubaldus Lehman urodził się 2 stycznia 1887 w Amstelveen w Holandii. 26 lipca 1914 otrzymał święcenia prezbiteriatu i został kapłanem Zgromadzenia Najświętszych Serc Jezusa i Maryi oraz Wieczystej Adoracji Najświętszego Sakramentu Ołtarza.
30 czerwca 1939 papież Pius XII mianował go prefektem apostolskim Wysp Cooka. 12 lutego 1948 prefektura apostolska Wysp Cooka została podniesiona do rangi wikariatu apostolskiego. Tym samym o. Lehman, jako wikariusz apostolski, został biskupem tytularnym Sertei. 18 kwietnia 1948 przyjął sakrę biskupią z rąk biskupa Auckland Jamesa Michaela Listona. Współkonsekratorami byli biskup Christchurch Patrick Francis Lyons oraz koadiutor arcybiskupa Wellington Peter McKeefry.
Jako ojciec soborowy wziął udział w pierwszej sesji soboru watykańskiego II.
24 kwietnia 1959 zrezygnował z katedry. Zmarł 16 stycznia 1967.